# Polytrichastrum torquatum
Polytrichastrum torquatum là một loài rêu trong họ Polytrichaceae. Loài này được Mitt. ex Osada & G.L. Sm. mô tả khoa học đầu tiên năm 1974.